# Kim Heszong (énekes)
Kim Heszong (hangul: 김해송, handzsa: 金海松, RR: Kim Hae-song; Kecshon (Gaecheon), 1910 decembere – 1950 ősze) koreai énekes, zeneszerző. Kim Szonggju (Kim Song-gyu) néven született, a japán megszállás időszakában pedig a Kanejama Macuo (金山松夫, Kaneyama Matsuo) nevet használta.

## Élete
1910 decemberében született Koreában, a Dél-Phjongan (Pyeongan) tartománybeli Kecshon (Gaecheon)ban. Családjával nem sokkal később Kongdzsu (Gongju)ba költözött, ahol kijárta a gimnáziumot. Később a phenjani Szungsil (Sungsil) Főiskolára járt, majd a japán Tójó Egyetemen jogot hallgatott.
1935-ben debütált, és a korszak olyan nagy művészeivel dolgozott együtt, mint Pak Hjangnim (Park Hyang-rim), I Nanjong (Lee Nan-young), Ko Unbong (Goh Woon-bong), I Hvadzsa (Lee Hwa-ja).
1943-ban komponált, erősen japánbarát hangvételű dala, az Icshonobengman kamgjok (이천오백만감격, 二千五百萬感激, Icheonobaekman gamgyeok) miatt, amelyet I Nanjong (Lee Nan-young) és Nam Inszu (Nam In-su) közösen adott elő, 2008-ban felkerült a japán-szimpatizáns koreaiakat gyűjtő listára.
Japán megszállás időszaka óta gümőkórban szenvedett. A koreai háború ideje alatt a dél-koreai fővárosban maradt, abban a hitben, hogy a várost megszálló észak-koreaiak körében védelmet élvezhet népszerűsége miatt, azonban a második szöuli csata utáni evakuáció során Északra hurcolták, feltehetőleg egy amerikai légicsapásban vesztette életét nem sokkal később.
A házaspár két lánygyermeke, és egy unokahúg csoportosulásából alakult később a Kim Sisters nevű együttes, amely az Amerikai Egyesült Államokban nagy népszerűségnek örvendett az 1950-es és 1960-as években.

## Művei
- 연락선은 떠난다 (1937)
- 전화일기 (1938, duett Pak Hjangnim (Park Hyang-rim)mel)
- 항구의 무명초 (1939)
- 코스모스 탄식 (1939)
- 다방의 푸른 꿈 (1939)
- 울어라 문풍지 (1940)
- 화류춘몽 (1940)
- 역마차 (1941)
- 선창 (1941)
- 고향설 (1942)
- 이천오백만감격 (1943)[4]
- 울어라 은방울 (1948)